# اکس-له-بن
شهر اکس-له-بن (به فرانسوی: Aix-les-Bains) در شهرستان سووآ در ناحیه رون-آلپ با جمعیت ۲۷٬۳۷۵ نفر در کشور فرانسه واقع شده‌است